# Assassinat de Rafiq Hariri
L'assassinat de Rafiq Hariri est survenu le 14 février 2005 lorsque l'ancien Premier ministre libanais Rafiq Hariri a été tué avec 21 autres personnes dans une explosion à Beyrouth, au Liban. Des explosifs équivalant à environ 1 000 kilogrammes de TNT ont explosé alors que son cortège roulait près de l'hôtel St. George. Parmi les morts se trouvaient plusieurs gardes du corps de Rafiq Hariri et l'ancien ministre de l'Économie Bassel Fleihan.
Rafiq Hariri avait fait partie de l'opposition anti-syrienne au Liban. Son assassinat a déclenché la révolution du Cèdre, un mouvement populaire qui a forcé la Syrie à retirer toutes ses troupes du Liban en avril 2005. L'assassinat a également conduit les Nations unies à mettre en place le Tribunal spécial pour le Liban pour enquêter sur le meurtre.

## Contexte
Rafiq Hariri, fondateur du parti Courant du futur et président du Conseil des ministres du Liban de 1992 à 1998, et d'autres membres de l'opposition anti-syrienne avaient remis en question le projet de prolongation du mandat d'Émile Lahoud, président libanais depuis 1998, enhardis par la colère populaire et l'action civique qui sont devenues la Révolution du Cèdre. Le chef libanais druze Walid Joumblatt, une recrue plus récente de l'opposition anti-syrienne, a déclaré après l'assassinat qu'en août 2004, le président syrien Bachar el-Assad avait menacé Rafiq Hariri personnellement lors d'une réunion, en disant : « Lahoud me représente… Si vous et Chirac le voulez hors du Liban, je détruirai le Liban. » Son compte est cité, mais non confirmé, dans le Rapport FitzGerald (en) de l'ONU. Le rapport s'arrête avant d'accuser directement Damas ou toute autre partie, affirmant que seule une nouvelle enquête internationale approfondie peut identifier le coupable.

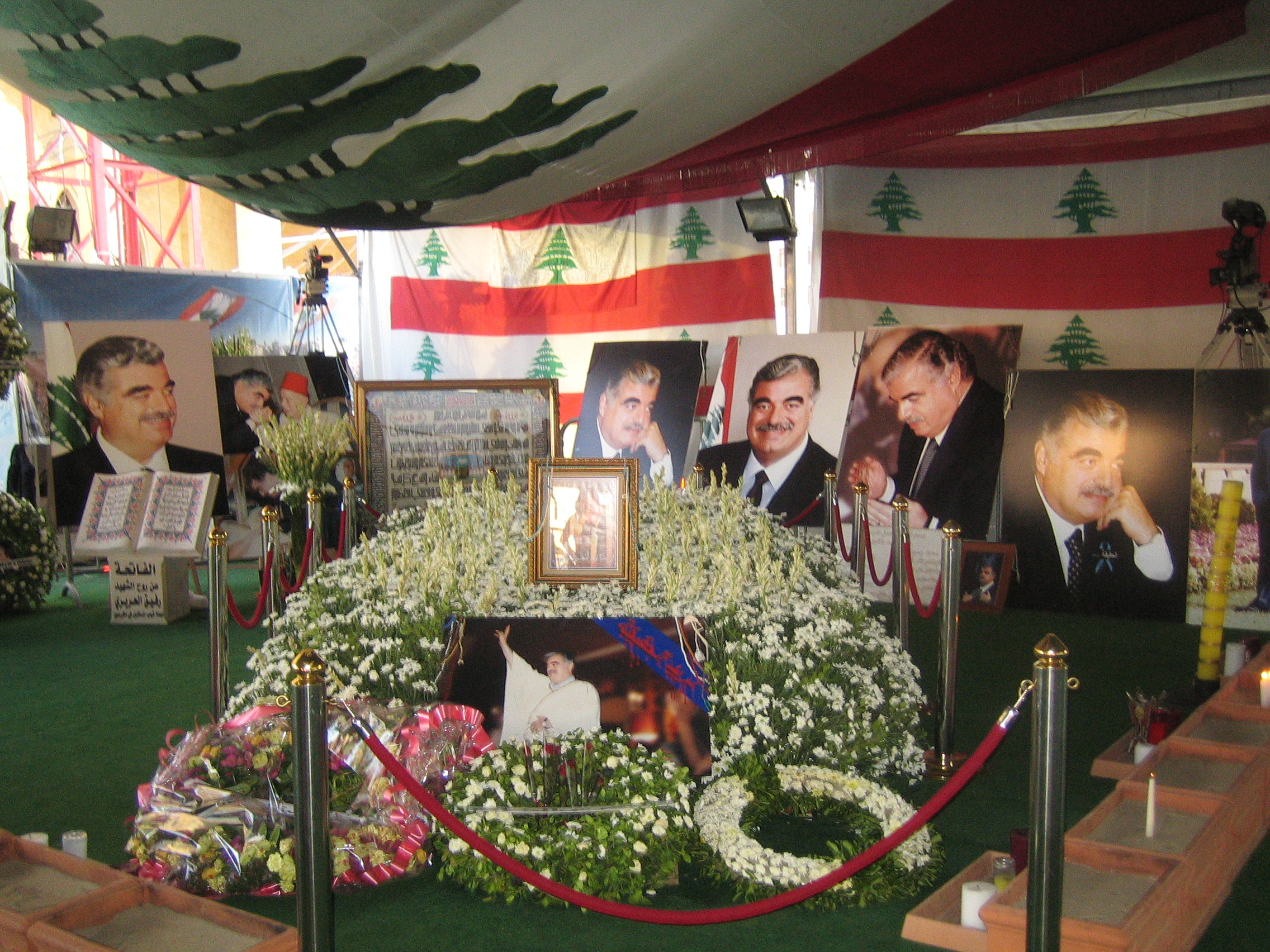
Sanctuaire commémoratif en l'honneur de Rafiq Hariri.

Selon ces témoignages, Rafiq Hariri a rappelé à Bachar el-Assad sa promesse de ne pas demander une prolongation du mandat d'Emile Lahoud, et Bachar el-Assad a répondu qu'il y avait un changement de politique et que la décision était déjà prise. Il a ajouté qu'Emile Lahoud devait être considéré comme son représentant personnel au Liban et que « s'opposer à lui équivaut à s'opposer à Assad lui-même ». Il a ensuite ajouté qu'il (Bachar el-Assad) « préférerait briser le Liban au-dessus de la tête de Rafiq Hariri et [du chef druze] Walid Joumblatt que de voir sa parole au Liban brisée ».
Selon les témoignages, Bachar el-Assad a ensuite menacé les deux alliés de longue date Rafiq Hariri et Walid Joumblatt de blessures physiques s'ils s'opposaient à l'extension d'Emile Lahoud. La réunion aurait duré dix minutes, et c'était la dernière fois que Rafiq Hariri a rencontré Bachar el-Assad. Après cette réunion, Rafiq Hariri a dit à ses partisans qu'ils n'avaient pas d'autre choix que de soutenir l'extension d'Emile Lahoud. La mission a également reçu des informations faisant état de nouvelles menaces faites à Rafiq Hariri par des responsables de la sécurité au cas où il s'abstiendrait de voter en faveur de la prolongation ou « même envisageait de quitter le pays ».
La journaliste irlandaise Lara Marlowe (en) a également rapporté que Rafiq Hariri lui avait dit qu'il avait été menacé par Bachar el-Assad.
Dans un entretien avec le Spiegel, le président Bachar el-Assad a déclaré: « Je ne l'ai jamais menacé et aucun officier des renseignements syriens n'a jamais pointé une arme sur sa tête. »
Le 2 septembre 2004, l'ONU a adopté la résolution 1559 du Conseil de sécurité des Nations unies, qui appelait la Syrie à mettre fin à ses 29 ans d'occupation du Liban.

## Assassinat
Le matin du 14 février, Rafic Hariri a visité le parlement puis le Café de l'Étoile pendant une vingtaine de minutes. Il a quitté le café dans un convoi de six voitures et a suivi un itinéraire qui a été gardé secret jusqu'à la toute dernière minute. Six minutes et demie après avoir quitté le café, alors que le convoi s'approchait de l'hôtel St. George sur la Corniche, un camion piégé a explosé, détruisant le convoi.
L'explosion a laissé un cratère de 9 mètres de large dans la Corniche. Au total, 22 personnes, dont Rafic Hariri, ont été tuées et 220 autres ont été blessées. Des dizaines de voitures ont été incendiées, plusieurs bâtiments ont été détruits et les fenêtres ont été soufflées sur beaucoup d'autres.
Rafic Hariri a été enterré, avec les gardes du corps qui sont morts dans l'attentat à la bombe, dans un endroit près de la mosquée Mohammed al-Amine.
Un groupe se faisant appeler « Le groupe Nasra & Jihad dans la Grande Syrie » a revendiqué la responsabilité de l'explosion. Le groupe était inconnu auparavant. Une bande diffusée par Al Jazeera a montré un homme barbu, que l'on croit être un Palestinien nommé Ahmad Abu Adas, revendiquant l'attaque. Le domicile d'Ahmad Abu Adas a été perquisitionné mais il est toujours porté disparu. Le rapport de l'ONU sur le meurtre a supposé qu'il était peut-être le kamikaze mais cite également un témoin qui a déclaré qu'Ahmad Abu Adas n'avait rien à voir avec l'attentat à la bombe.
Le rapport de l'ONU a déterminé que la bombe avait été placée dans un camion blanc Mitsubishi Canter, d'après des images de vidéosurveillance d'une banque HSBC voisine. Il a probablement explosé par l'action d'un kamikaze dans le véhicule, qui aurait contourné les dispositifs de brouillage électroniques du convoi de Rafic Hariri. Les enquêteurs ont déterminé que le camion Mitsubishi avait été volé à Sagamihara, au Japon, le 12 octobre 2004.

## Enquête

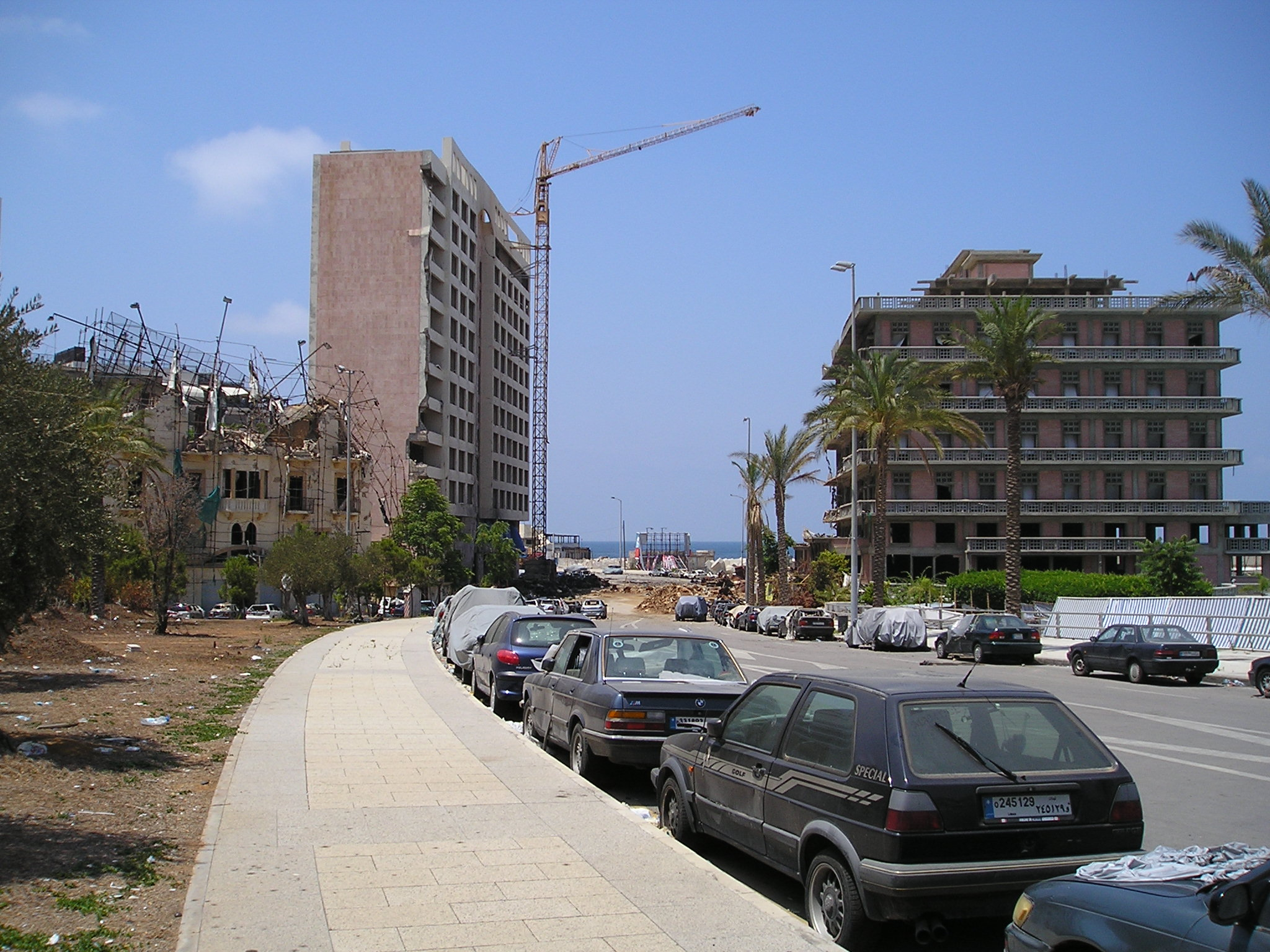
Rue Minet al Hosn où Rafic Hariri a été assassiné.

Le 7 avril 2005, le Conseil de sécurité des Nations unies a adopté à l'unanimité la résolution 1595 pour envoyer une équipe d'enquête pour enquêter sur l'assassinat de Rafic Hariri. L'équipe, dirigée par le juge allemand Detlev Mehlis (en), a présenté ses premières conclusions dans le rapport Mehlis (en) au Conseil de sécurité le 20 octobre 2005.
Le rapport impliquait des responsables syriens et libanais, avec un accent particulier sur le chef du renseignement militaire syrien et le beau-frère du président syrien Bashar al-Assad, Assef Chaoukat.
Dans la foulée du rapport, le président américain George W. Bush a appelé à la convocation d'une réunion spéciale de l'ONU pour discuter de la réponse internationale « le plus rapidement possible pour traiter cette question très grave ». Pendant ce temps, Detlev Mehlis a demandé plus de temps pour enquêter sur toutes les pistes.
Les politiciens libanais ont demandé à prolonger la durée et la charte de l'équipe d'enquête, afin d'inclure les assassinats d'autres personnalités libanaises anti-syriennes de premier plan à cette époque, comme le journaliste Samir Kassir (tué par une voiture piégée en juin 2005) et Gébrane Tuéni (également tué par une voiture piégée, en décembre 2005).
Un deuxième rapport, présenté le 10 décembre 2005, a confirmé les conclusions du premier rapport. Le 11 janvier 2006, Mehlis a été remplacé par le juriste belge Serge Brammertz.
Le gouvernement libanais a accepté cette enquête, tout en appelant à la pleine participation, et non à la suprématie, de ses propres agences et au respect de la souveraineté libanaise. Le Conseil de sécurité de l'ONU a voté à l'unanimité pour exiger la pleine coopération syrienne avec les enquêteurs des Nations unies sur la question et les deux derniers rapports de Brammertz a salué l'entière coopération de la Syrie.
Le 30 août 2005, quatre généraux libanais pro-syriens (dont certains avaient promu la fausse théorie d'Abou Addas) ont ensuite été arrêtés soupçonné de complot en vue de commettre un meurtre. Ils ont été détenus sans inculpation par les autorités libanaises pendant quatre ans et libérés par le Tribunal spécial pour le Liban quand il a repris l'enquête en 2009. Moustapha Hamdane, ancien chef de la brigade de la Garde présidentielle libanaise ; Jamil Sayyed, ancien Directeur général de la sécurité générale ; Ali al Hajj (en), directeur général des Forces de sécurité intérieure libanaises; et Raymond Azar (en), l'ancien directeur du renseignement militaire a été libéré sur ordre du juge de la mise en état du Tribunal spécial pour le Liban à la demande du procureur en raison du manque de preuves. En faisant la demande, le Procureur avait tenu compte des « incohérences dans les déclarations des principaux témoins et du manque de preuves corroborantes à l'appui de ces déclarations ».
Le ministre syrien de l'Intérieur Ghazi Kanaan a été interrogé en septembre 2005 par l'équipe de Detlev Mehlis en tant que « témoin » de l'assassinat. Ghazi Kanaan a nié toute implication dans l'assassinat. Le 12 octobre, il a été retrouvé mort avec une blessure par balle à la tête dans son bureau de Damas. Le gouvernement syrien a dit qu'il s'agissait d'un suicide, bien que d'autres aient prétendu que c'était un meurtre pour rompre le lien entre la mort de Rafiq Hariri et le régime.
Le 30 décembre 2005, l'ancien vice-président syrien Abdel Halim Khaddam, dans une interview télévisée, a impliqué Bachar el-Assad dans l'assassinat et a déclaré qu'il avait personnellement menacé Rafiq Hariri dans les mois précédant sa mort. Cette interview a poussé les députés syriens à exiger des accusations de trahison contre Abdel Halim Khaddam.

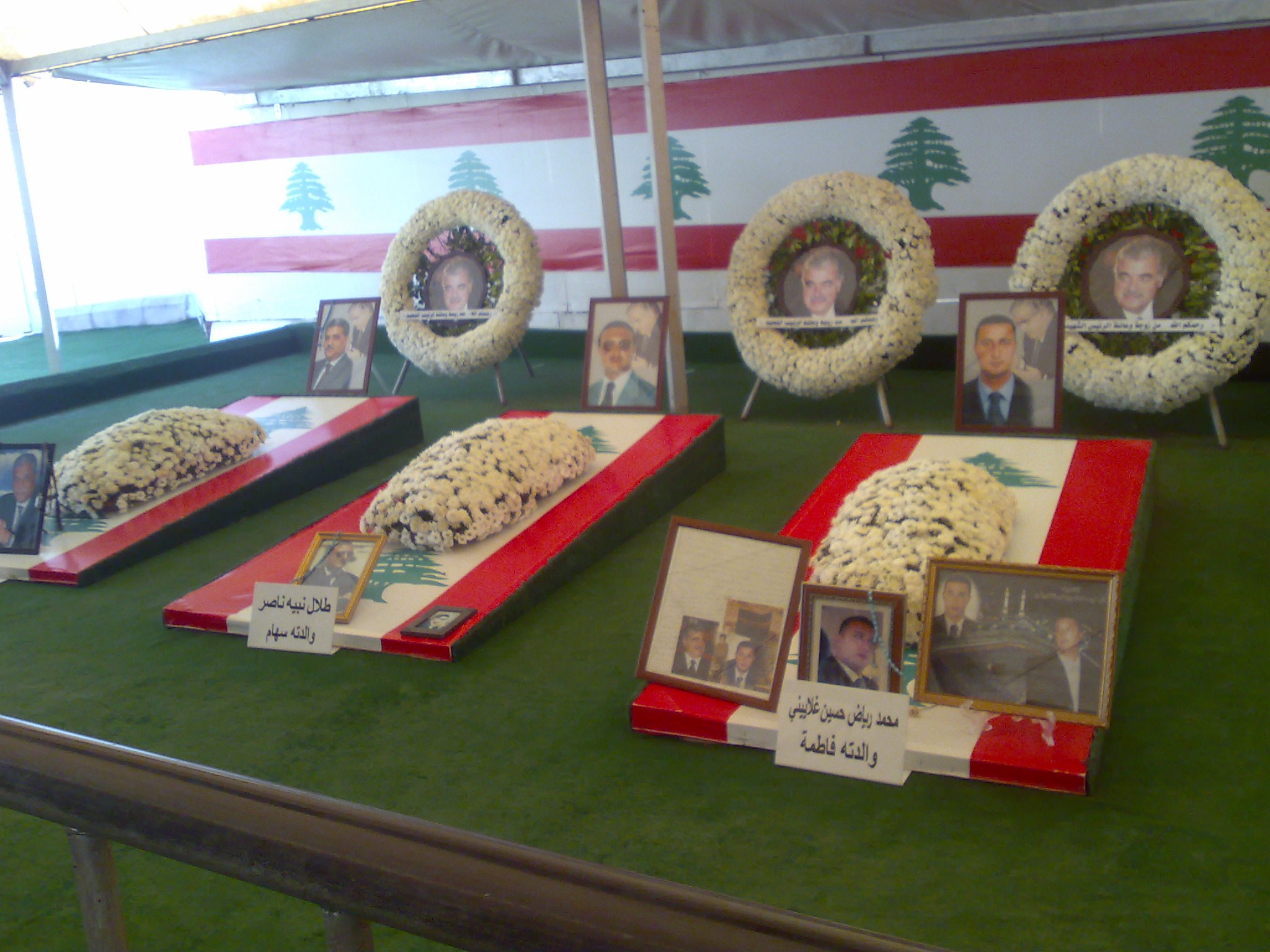
Quelques sanctuaires des gardes du corps de Rafiq Hariri.

Le 18 décembre 2006, un rapport d'étape de l'ancien chef de l'enquête, Serge Brammertz, indiquait que les preuves ADN recueillies sur les lieux du crime suggéraient que l'assassinat pourrait être le fait d'un jeune homme kamikaze.
Le 28 mars 2008, le dixième rapport de la Commission d'enquête internationale indépendante (en) de l'ONU a conclu qu' « un réseau d'individus a agi de concert pour mener à bien l'assassinat de Rafiq Hariri et que ce réseau criminel - le "réseau Hariri"- ou des parties de celui-ci sont liés à certains des autres cas relevant du mandat de la Commission ».
Le Conseil de sécurité a prorogé le mandat de l'enquête, qui devait se terminer en décembre 2008, jusqu'au 28 février 2009.
Le 7 février 2012, Hürriyet a rapporté que des enquêteurs des Nations unies avaient interrogé Louai Sakka (en), souhaitant savoir s'il avait joué un rôle dans l'assassinat.

## Tribunal spécial des Nations Unies
Le Gouvernement libanais et les Nations unies sont convenus de créer un Tribunal spécial pour le Liban en 2007, signant l'accord le 23 janvier 2007 et le 6 février 2007 respectivement. Cependant, lorsque l'accord a été envoyé au Parlement libanais pour ratification, le Président a refusé de convoquer le Parlement pour le voter. À la demande d'une majorité de membres du parlement libanais et du Premier ministre, le Conseil de sécurité des Nations unies a adopté la résolution 1757, mettant en œuvre l'accord.
Pour des raisons de sécurité, d'efficacité administrative et d'équité, le Tribunal a son siège hors du Liban, à Leidschendam, à la périphérie de La Haye, aux Pays-Bas. Les locaux du Tribunal sont l'ancien siège du Service néerlandais de renseignement et de sécurité (Algemene Inlichtingen- en Veiligheidsdienst ou AIVD). Les Pays-Bas ont initialement accepté d'accueillir le Tribunal le 21 décembre 2007. Le tribunal s'est ouvert le 1er mars 2009.
Le Tribunal est le premier tribunal international à poursuivre le terrorisme en tant que crime distinct.
Le 29 avril 2009, à la suite d'une demande du Procureur Daniel Bellemare, le Juge de la mise en état a décidé que les quatre suspects arrêtés au cours de l'enquête ne pouvaient être considérés "comme des suspects ou des accusés dans la procédure pendante devant le Tribunal" et a ordonné leur inconditionnelle Libération. Les personnes détenues étaient le général Jamil al Sayyed (chef de la sécurité générale), le général Ali al Hajj (chef des forces de sécurité intérieure, la police libanaise), le brigadier-général Raymond Azar (chef du renseignement de l'armée) et le brigadier-général Mustafa Hamdan (chef de la garde présidentielle). Considérés à l'époque comme les principaux agents chargés de l'application des règles en Syrie, ils ont passé près de 3 ans et 8 mois en détention après que les autorités libanaises les ont arrêtés le 1er septembre 2005, et pendant cette période aucune charge n'a jamais été portée contre eux. Leur libération est intervenue dans une atmosphère politique tendue au Liban, en raison de la forte politisation officiellement admise de l'affaire. Plusieurs personnalités politiques anti-syriennes ont déclaré que «[nous] les considérons toujours comme coupables».
Le 30 juin 2011, Haaretz a signalé que le Tribunal avait soumis au procureur général du Liban des actes d'accusation contre quatre membres libanais du Hezbollah et un étranger. Les actes d'accusation ont été signifiés par des représentants de la Cour internationale de Justice de La Haye.
L'une des principales personnalités du Tribunal spécial était le général de brigade libanais Wissam al-Hassan. Le 19 octobre 2012, Wissam al-Hassan a été assassiné dans une explosion de voiture dans le quartier Achrafieh de Beyrouth.
Le Procureur c. Ayyash et al. a commencé le 16 janvier 2014 par une déclaration liminaire de l'Accusation. Salim Jamil Ayyash (en), Hassan Habib Merhi, Hussein Hassan Oneissi et Assad Hassan Sabra sont actuellement jugés par contumace, comme il a été déterminé qu'ils avaient pris la fuite et ne souhaitaient pas participer au procès.
Le 11 septembre 2018, la phase finale du procès s'ouvre avec le réquisitoire du procureur du TSL contre les quatre organisateurs présumés de l'attentat, Salim Ayyash, Hussein Oneissi, Assad Sabra et Hassan Habib Merhi, ainsi qu'Ahmad Abou Adass, auteur de la fausse revendication. Mustafa Badreddine, le « cerveau » présumé de l'attentat, est décédé. Les conclusions écrites du procureur doivent préciser les rôles respectifs des exécutants, au nombre de six, et du « groupe élargi » qui aurait contribué à préparer l'attentat ou à brouiller les pistes, notamment de Wafic Safa, responsable des communications du Hezbollah, et Rustom Ghazalé, ancien chef des services de renseignement syriens au Liban, mort en 2015.

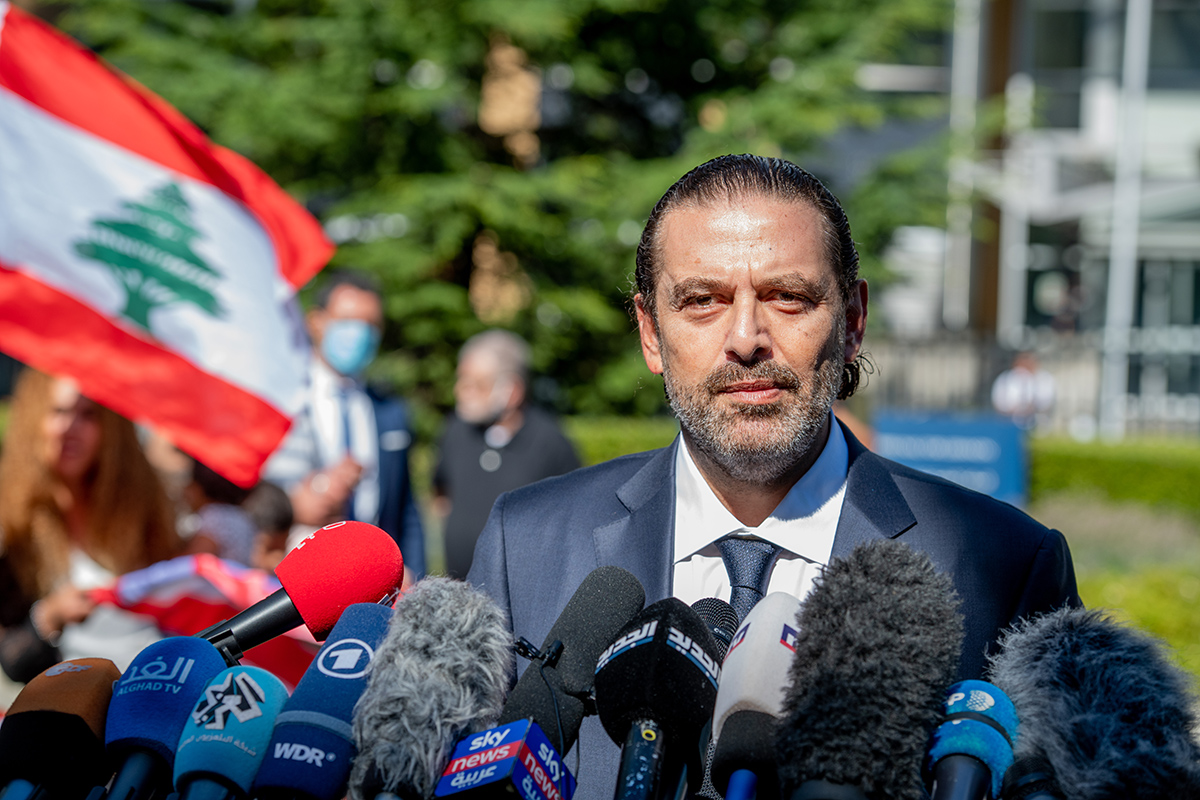
Saad Hariri commentant le jugement devant le Tribunal Spécial pour le Liban, Leidschendam, 18 août 2020.

Le verdict du Tribunal spécial devait être initialement rendu le 7 août 2020, mais est repoussé au 18 août suivant en raison des explosions au port de Beyrouth survenues le 4 août 2020. Le chef du Hezbollah Hassan Nasrallah annonce le 14 août qu'il ne reconnaitra pas le verdict.
Le 18 août 2020, le Tribunal spécial déclare Salim Ayyash, membre présumé du Hezbollah, coupable de l'assassinat de l'ancien Premier ministre libanais Rafiq Hariri. En revanche, les trois autres suspects accusés, Hassan Merhi, Hussein Oneissi et Assad Sabra, également membres présumés du Hezbollah, sont acquittés par le Tribunal,,.
Salim Ayyash est condamné à la prison à perpétuité le 11 décembre 2020,.

## Hezbollah
En août 2010, en réponse à la notification selon laquelle le tribunal de l'ONU inculperait certains membres du Hezbollah, le secrétaire général du Hezbollah Hassan Nasrallah a déclaré qu'Israël cherchait un moyen d'assassiner Rafiq Hariri dès 1993 afin de créer un chaos politique qui forcerait la Syrie à se retirer du Liban et perpétuer une atmosphère anti-syrienne au Liban à la suite de l'assassinat. Il a poursuivi en disant qu'en 1996, le Hezbollah avait appréhendé un agent travaillant pour Israël du nom d'Ahmed Nasrallah (sans lien avec Hassan Nasrallah) qui aurait contacté le service de sécurité de Rafiq Hariri et leur a dit qu'il avait des preuves solides que le Hezbollah prévoyait de se suicider. Rafiq Hariri a ensuite contacté le Hezbollah et l'a informé de la situation. Saad Hariri (Le fils de Rafiq Hariri, qui a également été Premier ministre du Liban) a répondu que l'ONU devrait enquêter sur ces allégations.

## Conséquences
Rafiq Hariri était bien considéré parmi les dirigeants internationaux; par exemple, il était un ami proche du président français Jacques Chirac. Peu de gens ont estimé qu'il était une menace, en raison de ses liens avec l'Union européenne et l'Occident. Jacques Chirac a été l'un des premiers dignitaires étrangers à présenter ses condoléances à la veuve de Rafiq Hariri en personne à son domicile à Beyrouth. Le Tribunal spécial pour le Liban a également été créé à son instigation.
Après la mort de Rafiq Hariri, il y a eu plusieurs autres attentats à la bombe et assassinats (en) contre des personnalités anti-syriennes. Il s'agissait notamment de Samir Kassir, George Hawi, Gebran Tueni, Pierre Amine Gemayel et Walid Eido. Des tentatives d'assassinat ont été faites contre Elias Murr, May Chidiac et Samir Shehade (qui enquêtait sur la mort de Rafiq Hariri).